# Eremorhax tuttlei
Espèce
Synonymes
- Arenotherus tuttlei Brookhart & Muma, 1987

Eremorhax tuttlei est une espèce de solifuges de la famille des Eremobatidae.

## Distribution
Cette espèce est endémique d'Arizona aux États-Unis,.

## Description
Eremorhax tuttlei mesure de 28 à 36 mm.

## Étymologie
Cette espèce est nommée en l'honneur de Donald Monroe Tuttle.

## Publication originale
- Brookhart & Muma, 1987 : Arenotherus, a new genus of Eremobatidae (Solpugida) in the United States. Englewood, Colorado: Cherry Creek High School Print Shop, p. 1-18.